# Die Hände über der Stadt
Die Hände über der Stadt (Originaltitel: Le mani sulla città) ist ein in Schwarzweiß gedrehter italienisch-französischer Kinofilm von Francesco Rosi aus dem Jahr 1963 mit Rod Steiger und Salvo Randone.

## Handlung
Der skrupellose Grundstücksspekulant und Abgeordneter für die Rechten im Stadtparlament von Neapel, Eduardo Nottola, spekuliert mit billigen Grundstücken, die er per Beschluss der Stadt vom Acker- zum Bauland umwandeln lassen möchte um so sein riesiges Bauprojekt, den Wohnkomplex „Bellavista“ zu realisieren. Die damit verbundene erhebliche Wertsteigerung des zuvor günstig erworbenen Landes würde ihn zu einem reichen Mann machen. Zuvor müssen nur noch die anstehenden Wahlen erfolgreich bewältigt werden.
Als ein nicht vorschriftsmäßig gesicherter Altbau neben Nottolas Baustelle einstürzt, werden mehrere Bewohner unter den Trümmern verschüttet. Zwei der Hausbewohner kommen ums Leben und ein Junge verliert beide Beine. Daraufhin wird ihm vorgeworfen, er habe die vorgeschriebenen Sicherheitsmaßnahmen nicht beachtet. Die politischen Gegner im Stadtparlament, der linksgerichtete De Vita und Balsamo vom „Zentrum“, versuchen dem Baulöwen das Handwerk zu legen und bringen Korruption und Bestechungen ans Licht der Öffentlichkeit. In der Folge wird die Presse auf ihn aufmerksam. Als aber die „Rechtspartei“ ihn vor den Wahlen drängt, seine Kandidatur zurückzuziehen, läuft Nottola kurzerhand zur „Mittelpartei“ über und kann so in den Stadtrat zurückkehren. Mit den Stimmen der Mitte und der Rechten steigt er zum Bausenator auf, und am Ende legt er den Grundstein zu seinem städtischen Mammutprojekt „Bellavista“.

## Synchronisation
Die deutsche Synchronbearbeitung entstand 1965. Das Dialogbuch stammte von Eberhard Storeck, Synchronregie führte Lothar Michael Schmitt.
| Rolle           | Schauspieler        | Deutscher Synchronsprecher |
| Edoardo Nottola | Rod Steiger         | Arnold Marquis             |
| De Angelis      | Salvo Randone       | Christian Marschall        |
| De Vita         | Carlo Fermariello   | Günther Sauer              |
| Balsamo         | Angelo D’Alessandro | Helmo Kindermann           |
| Commissario     | Terenzio Cordova    | Manfred Schott             |

## Kritiken
„Eine kraftvoll gestaltete, engagierte Darstellung sozialer und politischer Probleme, die durch die Offenheit der Argumentation beeindruckt.“

„Gleich einem Journalisten präsentiert Rosi die Ergebnisse eigener investigativer Recherchen, dokumentiert mehr, als dass er dramatisiert. Die Figuren, viele von ihnen Laiendarsteller, werden psychologisch nicht auserzählt, sondern sind Repräsentanten eines prekären gesellschaftlichen Systems. Als materialistische Analyse, als demokratischer Realismus ging dieser Stil in die Filmgeschichte ein.“

„Das politische Engagement wird von geglücktem Stilwillen in der Form unterstützt. Sehr zu empfehlen.“

## Auszeichnung
1963 wurde der Film bei den Internationalen Filmfestspielen von Venedig mit dem Goldenen Löwen ausgezeichnet.

## Produktion
Die Filmpremiere fand im August / September 1963 auf den Internationalen Filmfestspielen von Venedig statt. Ab dem 9. Oktober 1963 war der preisgekrönte Film in den italienischen und ab dem 7. November 1963 in den französischen Kinos zu sehen. Die Deutschlandpremiere war dann am 11. Oktober 1965.